# Западна капија Београда
Западна капија Београда или Стамбено-пословни центар „Генекс”, позната као Кула Генекс, је 35-спратни солитер на Новом Београду, у улици Народних хероја у  Блоку 33, непосредно уз аутопут Београд-Загреб.
Генекс кула је један од симбола развоја престонице и седиште најуспешније југословенске фирме, као и стециште тадашњег пословног и политичког света.
Солитер је пројектовао архитекта Михајло Митровић, 1980. године у бруталистичком стилу. Чине га две бетонске куле повезане мостовном структуром на 26. спрату и ротирајући ресторан на кружном врху. Висина му је 135 метара и тренутно је 4. по висини солитер у Београду, од њега су виши солитер ПЦ Ушће (141 m), Кула West 65 (155 m) и Кула Београд (168 m). Једна од кула је у поседу групе Генекс. На кули се налази часовник који краси солитер и од 2013. године након дужег временског периода поново ради. На 35. спрату зграде налази се ресторан који  пружа предиван поглед на Нови Београд и остатак града. Његова површина је 250 квадрата и има 45 места за седење, а реновиран је 1988. године. Ресторан не ради још од 1999. године.
Име солитера Западна капија Београда дато му је због положаја на западном, тада крају града, на главном ауто-путу.
Влада Србије је уврстила грађевину у регистар културних добара Србије у новембру 2021. године, на предлог Завода за заштиту споменика културе Београда. Пословна страна објекта је била у продаји од 2022. године, и продата је у фебруару 2023. године фирми Еурека бар за 2,4 милијарде динара.

## Галерија
- мурал, аутор Лазар Вујаклија